# Foxfield (Kolorado)
Foxfield – miasto w Stanach Zjednoczonych, w stanie Kolorado, w hrabstwie Arapahoe.